# Острандер (Охајо)
Острандер (енгл. Ostrander) град је у америчкој савезној држави Охајо.

## Демографија
По попису из 2010. године број становника је 643, што је 238 (58,8%) становника више него 2000. године.
| Група             | 2000.       | 2010.       |
| Белци             | 397 (98,0%) | 619 (96,3%) |
| Афроамериканци    | 1 (0,2%)    | 3 (0,5%)    |
| Азијати           | 0 (0,0%)    | 2 (0,3%)    |
| Хиспаноамериканци | 0 (0,0%)    | 11 (1,7%)   |
| Укупно            | 405         | 643         |